# 贺进民
贺进民，甘肃省金塔县人，祖籍陕西韩城，中华人民共和国政治人物。历任陕甘宁边区通信总站业务科科长，甘肃工委教导大队教导员，共青团兰州市委书记、甘肃省委书记，甘肃省体委主任，中共甘肃省委宣传部副部长，甘肃省科学院院长，兰州军区军政干校党委副书记，中共甘肃省顾问委员会委员。抗战期间利用自己的职业作掩护，为中共甘肃工委和八路军驻甘办事处搜集和传递了许多重要的情报和邮件。

## 生平

### 早年经历
民国7年（1918年）出生于甘肃省金塔县。民国25年(1936年)7月，贺进民进入甘肃邮政管理局工作，在本地业务股担任拣信生。

### 抗日战争时期
1936年与在兰州开办“兴陇派报社”的赵子明（中共党员，曾任中共甘肃工委秘书）和尹有年（中共党员，曾在马鸿逵部队里当过译电员）结识，并开始接触共产主义思想。1937年经孙作宾介绍加入中国共产党。当时宣传共产主义思想的书报社在兰州兴起，引起了国民政府甘肃省政府的恐慌。民国27年(1938年)3月，国民党设立图书审查委员会，对新闻报道、图书发行进行全面审查，并对销售传播共产主义书刊的书店派特务进行监视；扣留外地寄往兰州的书刊。贺进民利用职务便利将国民党兰州邮电检查所扣留的报刊送到生活书店、同仁消费合作社和八路军驻甘办事处党代表谢觉哉处。根据中共甘肃工委指示，在拣信过程中，如遇到国民党军政重要信件，贺进民便需要设法抄录信件内容。他将内容涉及中共在甘肃活动的《情况汇报》、“中国国民党甘肃特工部”人员名册等重要情报交给中共甘肃工委或八路军驻甘办事处。贺进民还帮助共产党员及进步人士将一些信件文稿秘密寄出。他曾帮助作家萧军、剧作家塞克、八路军驻甘办事处处长伍修权等人邮寄过信件文稿。塞克当时的一个剧本经贺进民才得以寄到国统区武汉发表，伍修权通过他才得以转寄一份急件至八路军驻新疆办事处处长方林。由于兰州邮电检查所经常扣留进入兰州的苏联书籍书刊，兰州生活书店的邮件，收件人都写贺进民的名字以躲过检查，并得以寄往延安。因为贺进民直接收寄的邮件多，国民党政府起了疑心。1938年7月初，贺进民被调到平凉邮局，继续为八路军驻甘办事处工作。期间为中共甘肃工委和八路军驻甘办事处搜集和传递了大量的情报和邮件。

### 第二次國共內戰时期
抗战结束后任中共甘肃省工委委员。兰州战役时，贺进民随西北野战军解放了兰州，并作为军管会成员参加了接管国民党政府资产。在此期间兰州邮局地下党组织保存了属于蒋介石财团资产的兰州储汇局的大量信函、票据、银元资金，全部移交给了兰州军管会金融处，得到了兰州军管会的表扬。1949年9月中国人民银行储汇部就顺利开展业务，贺进民及兰州邮局地下党们为兰州的解放和战后恢复建设做出了积极贡献。

### 中华人民共和国成立后
解放后，贺进民担负起照顾烈士遗孤的责任，抚养了战友秦明烈士乔映淮的儿子乔延和。1954年被组织派到苏联莫斯科进行交流学习。1959年9月作为甘肃省代表团团长参加第一届全运会。先后任中共八大候补代表、甘肃省委宣传部副部长、甘肃省委统战部副部长、甘肃省体委主任、甘肃省科学院院长、共青团甘肃省委书记、甘肃军区军政干校党委副书记、教育长、甘肃省顾问委员会委员等职务。1995年12月12日于兰州逝世。